# Risskov Strandpark Station
Risskov Strandpark Station er en letbanestation i Aarhus beliggende i bydelen Risskov. Stationen ligger ved  ved Risskov Strandpark ud mod Aarhusbugten. Stationen ligger på Grenaabanen mellem Aarhus og Grenaa, der siden 2019 er en del af Aarhus Letbane.
Stationen blev indviet 14. september 2020. Stationen er beliggende ca. 500 nord for den tidligere Risskov Station, der blev nedlagt i 1970.